# Coryogalops sordida
Coryogalops sordida és una espècie de peix de la família dels gòbids i de l'ordre dels perciformes.

## Morfologia
- Els mascles poden assolir 5,2 cm de longitud total.[3][4]

## Hàbitat
És un peix marí, de clima tropical i demersal.

## Distribució geogràfica
Es troba a Àfrica: des de Malindi (Kenya) fins a Inhaca (Moçambic).

## Observacions
És inofensiu per als humans.